# Yanniel Hernández
Yanniel Alberto Hernández D'Elías (ur. 10 lipca 1997 w San Fernando de Apure) – wenezuelski piłkarz występujący na pozycji lewego obrońcy, od 2023 roku zawodnik Deportivo Táchira.